# Flammend’ Herz
Flammend’ Herz (Blue Skin) ist ein deutsch-schweizerischer Dokumentarfilm aus dem Jahre 2004, der auf der 54. Berlinale in der Sektion Perspektive Deutsches Kino vorgestellt wurde. Der Film beschreibt das Leben und den Hang dreier älterer Herren zwischen 85 und 91 Jahren zu Tätowierungen und den Zwang, sich immer weiter tätowieren zu lassen.

## Produktion und Aufführung
Die Produktion des Films teilten sich Egoli Tossell Film, ZDF Das kleine Fernsehspiel, Cobra Film und DRS. Die Vorpremiere des Filmes, bei der der Hauptdarsteller Herbert Hoffmann persönlich anwesend war, fand im Arthouse Le Paris in Zürich statt. Der Kinostart in Deutschland war der 14. Oktober 2004. Eine Fernsehausstrahlung erfolgte u. a. am 12. Dezember 2005 im ZDF (Das kleine Fernsehspiel) und am 4. Januar 2006 im Schweizer Fernsehen auf SRF 1.

## Handlung
Flammend’ Herz ist ein Film über den Tätowierer Herbert Hoffmann (* 30. Dezember 1919 in Freienwalde in Pommern; † 30. Juni 2010 in Heiden) und seine Freunde Karlmann Richter (* 13. Juli 1913 in Kiel; † 16. Juni 2005) und Albert Cornelissen (* 1913 in Rotterdam; † 2010), deren Körper Kunstwerke sind. Die Männer erzählen ihre Lebenswege, die vor langer Zeit zufällig in Hamburg aufeinander trafen. Die drei alten Herren zwischen 85 und 91 tragen auf der Haut das, was sie verbindet – Tätowierungen. Der Film beschreibt „drei Lebensgeschichten und drei Schicksale, die immer wieder auseinanderlaufen, um anschließend durch die gemeinsame Leidenschaft wieder zusammen zu finden.“

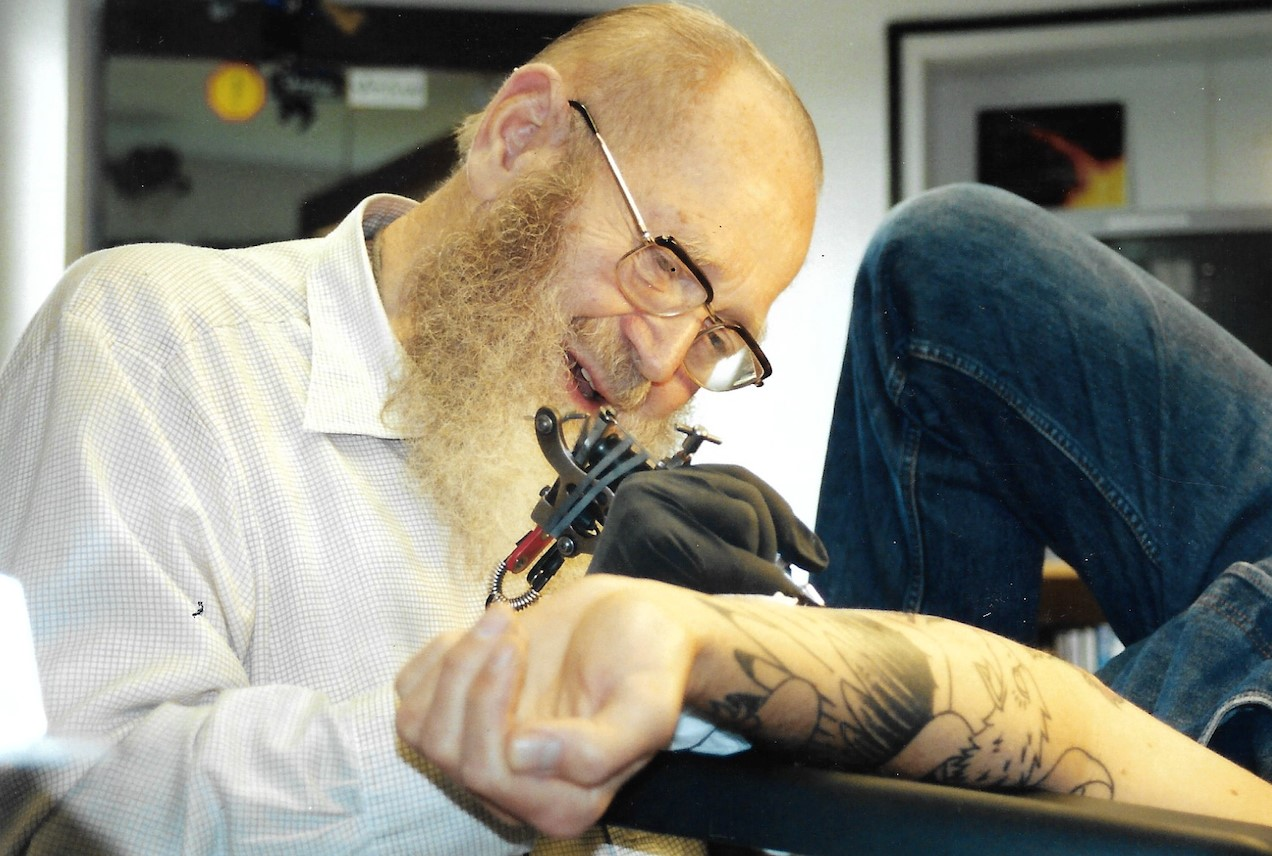
Herbert Hoffmann

Herbert Hoffmann erzählt über seine Tätigkeit in Hamburg-St. Pauli, wo er zeitweise neben Christian Warlich der einzige Tätowierer war. Karlmann (Karl-Herrmann) Richter berichtet aus seinem frühen Leben als Sohn einer der zehn wohlhabendsten Kieler Familien und wie er 57 Jahre lang seine Homosexualität u. a. mit einer arrangierten Ehe verstecken musste. In den frühen 1970er Jahren verließ er seine Frau und die vier Kinder, um sich als Tätowierer selbstständig zu machen. Albert Cornelissen spricht über sein Leben als erster Tätowierer in den Niederlanden nach dem Zweiten Weltkrieg, als Seemann und, dass er viele von seinen Frauen mit Nadel und Tinte verewigt trägt. Cornelissen führt aus, „Meine Mutter hatte zehn Schwestern. Sie alle heirateten Seemänner. Ich hatte zehn Onkel, die alle tätowiert waren und wunderbare Abenteuergeschichten erzählten. Ich hätte mir nie vorstellen können, etwas anderes als Seemann und Tätowierer zu werden.“

## Kritik
Der Tattoo-Forscher Manfred Kohrs und die Chefredakteurin des Tattoo Kulture Magazine, Sabrina Ungemach, stellten den Film in einem Bericht mit anschließendem Interview im Tattoo Kulture Magazine No. 44/April 2021 vor. Kohrs traf Hoffmann mehrfach in den 1970er Jahren und beschäftigt sich seit 2018, in Zusammenarbeit mit dem Kunsthistoriker Ole Wittmann, mit Hoffmanns Nachlass, der sich in der Kantonsbibliothek Appenzell Ausserrhoden befindet. Ungemach traf Herbert Hoffmann im Oktober 2004 nach der Aufführung des Films vor dem Kino in Jena und ergriff die Möglichkeit, ihn zu interviewen. Auf die Frage, wie er diesen Film finde, führte Hoffmann aus: „Ich bin gar nicht damit zufrieden. Man hat mich damals dazu überredet mitzuwirken. Es fehlen so viele Szenen, die die Geschichte wirklich erklären. [...] Der Film ist mir zu negativ.“

„Mit Flammend‘ Herz, benannt nach Herbert Hoffmanns erstem Tattoo – ist den Regisseuren Andrea Schuler und Oliver Ruts – seines Zeichens selbst Tätowierer – ein berührender, heiterer und nachdenklicher Dokumentarfilm gelungen, dessen drei Protagonisten mitunter zu Tränen rühren und oftmals auch ein Schmunzeln aufs Gesicht zaubern. Was immer sie auch tun, ob sie reden oder sich ausziehen, nie ist man peinlich berührt, sondern stets ganz nah an ihrem Leben.“

### Auszeichnungen
Am 16. Februar 2004 verliehen der Sender TV5 und das Deutsch-Französische Jugendwerk (DFJW) dem Film den Dialogue en perspective. „Der Preis geht an Flammend’ Herz aufgrund des poetischen, humor- und respektvollen Umgangs mit einem sehr originellen Thema.“